# وییا مرسدس
وییا مرسدس (به اسپانیایی: Villa Mercedes) شهری در کشور آرژانتین، ایالت سان لوئیز است که در سال ۲۰۰۹ میلادی، حدود ۹۶٬۷۸۱ نفر جمعیت داشته است.